# Tryon (Caroline du Nord)
Pour les articles homonymes, voir Tryon.
Tryon est une ville de Caroline du Nord, dans le comté de Polk, dans le sud-est des États-Unis. En 2010, elle compte 1 646 habitants.

## Histoire
La ville tient son nom de William Tryon, gouverneur de la Caroline du Nord de 1765 à 1771 en reconnaissance de sa négociation avec les Cherokee lors de la période sanglante de la guerre franco-britannique.
Durant les années 1920, le peintre et graveur George Charles Aid y fonde une communauté d'artistes avec son épouse.
Tryon est la ville natale de la chanteuse, pianiste et compositrice Nina Simone (1933-2003).

## Démographie
| Groupe                           | Tryon | Caroline du Nord | États-Unis |
| -------------------------------- | ----- | ---------------- | ---------- |
| Blancs                           | 80,0  | 68,5             | 72,4       |
| Afro-Américains                  | 16,7  | 21,5             | 12,6       |
| Autres                           | 1,6   | 4,4              | 6,4        |
| Métis                            | 1,6   | 2,2              | 2,9        |
| Asiatiques                       | 0,4   | 2,2              | 4,8        |
| Amérindiens                      | 0,1   | 1,3              | 0,9        |
| Total                            | 100   | 100              | 100        |
|                                  |       |                  |            |
| Hispaniques et Latino-Américains | 4,4   | 8,4              | 16,7       |

Selon l'American Community Survey, pour la période 2011-2015, 96,28 % de la population âgée de plus de 5 ans déclare parler anglais à la maison, alors que 2,23 % déclare parler le français, 0,62 % l'espagnol, 0,31 % une langue chinoise, 0,31 % l'allemand et 0,25 % une autre langue.
Selon l'American Community Survey, pour la période 2011-2015, 14,0 % de la population vit sous le seuil de pauvreté (15,5 % au niveau national). Ce taux masque des inégalités importantes, puisqu'il est de 45,0 % pour les Afro-Américains et de 9,4 % pour les Blancs non hispaniques. De plus 44,1 % des personnes de moins de 18 ans vivent en dessous du seuil de pauvreté, alors que 33 % des 18-64 ans et 7,2 % des plus de 65 ans vivent en dessous de ce taux.
| 1900 | 1910 | 1920  | 1930  | 1940  | 1950  |
| ---- | ---- | ----- | ----- | ----- | ----- |
| 324  | 700  | 1 067 | 1 670 | 2 043 | 1 985 |

| 1960  | 1970  | 1980  | 1990  | 2000  | 2010  |
| ----- | ----- | ----- | ----- | ----- | ----- |
| 2 223 | 1 951 | 1 796 | 1 680 | 1 760 | 1 646 |

## Sports
La ville a accueilli les jeux équestres mondiaux  en 2018.